# Batalla de Omdurmán (1898)
La batalla de Omdurmán enfrentó el 2 de septiembre de 1898 a un ejército anglo-egipcio comandado por el general británico Horatio Kitchener con el ejército de Abdallahi ibn Muhammad, sucesor del autoproclamado Mahdi Muhammad Ahmad, en Omdurmán, Sudán. Saldada con una victoria aplastante para las tropas anglo-egipcias, el enfrentamiento armado demostró la superioridad de la disciplina y la tecnología militar europeas, gracias al uso de fusiles y artillería contra un ejército muy numeroso pero con armamento totalmente arcaico. La batalla selló el éxito de los británicos en su intento por reconquistar Sudán, aunque no sería hasta la batalla de Umm Diwaykarat, un año después, cuando los mahdistas serían totalmente derrotados. Omdurmán es hoy un suburbio de Jartum, en el centro de Sudán, aunque en su día fue elegida como base de operaciones por el Mahdi Muhammad Ahmad.

## Antecedentes
Desde la muerte del general Charles George Gordon en enero de 1885 en Jartum, a manos de los derviches, Gran Bretaña había perdido toda su influencia al sur de Egipto en tanto fuerzas derviches controlaban Sudán en su totalidad. El Mahdi había muerto poco después de tomar Jartum, pero su sucesor, el califa Abdullah al Taashi, ejercía un férreo control sobre su país pese a las derrotas de los últimos años. Abdullah al Taashi era un hombre ambicioso, que aspiraba a extender su dominio hasta Abisinia e incluso Egipto mediante la guerra santa, instaurando un régimen basado en una estricta interpretación del Corán que consideraba al propio Abdullah al Taashi como líder mesiánico de todo el Islam.
En Gran Bretaña, la opinión pública exigía venganza por la muerte de Gordon en 1885. Como consecuencia, el ejército egipcio -bajo control británico- fue reforzado y la defensa del canal de Suez y de los intereses británicos fueron confiados a la Marina Real y a las tropas británicas esracionadas en Egipto. A finales de 1895 se consideró llegado el momento de preparar la reconquista de Sudán desde Egipto y la tarea le fue encomendada a Horatio Kitchener, sirdar («comandante en jefe») del nuevo ejército egipcio, instruido y dirigido por los británicos, y que comprendía excelentes batallones reclutados entre los nativos del Sudán meridional, hombres que odiaban a los derviches. Kitchener carecía de experiencia como comandante de tropas en combate, pero tenía muy buena reputación como organizador militar y estaba decidido a no fracasar.

## Aproximación a Omdurmán
Para derrotar a un enemigo que se hallaba en pleno desierto era preciso mantener extensas líneas de comunicación y asegurar el avituallamiento y la evacuación de los heridos, por lo cual las cuestiones de logística eran de importancia esencial. Sobre esto, Kitchener no dejó nada al azar: las tropas egipcias y británicas y el material bélico se podían transportar por barco hasta la primera catarata del Nilo en Wadi Halfa, 800 kilómetros al sur de El Cairo. A partir de allí, Horatio Kitchener decidió la construcción de una línea de ferrocarriles que llegase hasta Atbara, salvando cientos de kilómetros de desierto mientras una flotilla de cañoneros fluviales remontaba el Nilo.
Durante la metódica aproximación se libraron varias batallas entre las fuerzas de Kitchener y las del emir Mahmoud, que debía hostigarlo. Las tropas bajo mando británico tomaron Dongola el 21 de septiembre de 1896 y luego Abu Hamad el 7 de agosto de 1897, derrotando a tropas mahdistas junto al río Atbara el 7 de abril de 1898 mientras mantenían abiertas y seguras sus líneas de suministro fluviales y ferroviarias. Mientras tanto el califa Abdullah al Taashi concentraba su enorme ejército en Omdurmán, varios kilómetros más al sur, en la orilla del Nilo opuesta a Jartum, sabiendo que éste era el verdadero objetivo.
El comandante británico llegó a avistar el objetivo de Omdurmán el 1 de septiembre de 1898, acampando entre el río Nilo y una larga hilera de arbustos espinosos, la zareba. Esta estaba vigilada por patrullas a caballo, pues se había detectado una fuerza de 50.000 derviches a 8 kilómetros de allí, tras una colina. Abdullah esperaba derrotar a los británicos respaldado por su propia base y confiando que las líneas de abastecimiento enemigas se hallaban extendidas en exceso.

## La batalla

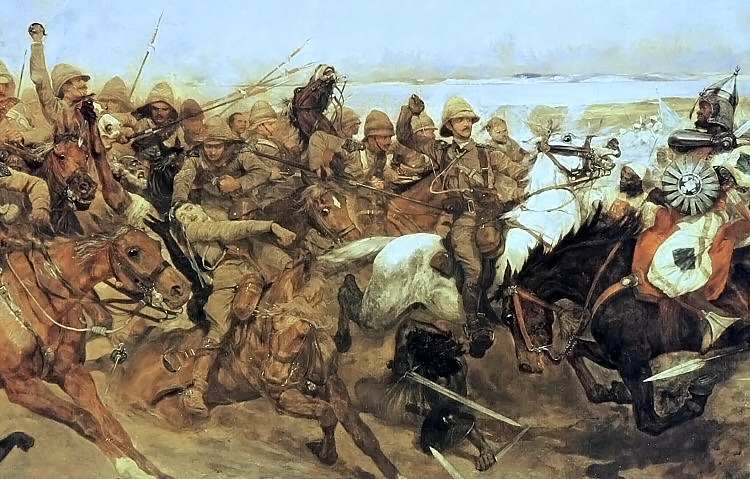
Cuadro de Richard Caton Woodville.

En el amanecer del 2 de septiembre, al producirse el esperado ataque derviche, la fuerza anglo-egipcia se hallaba dispuesta en forma de semicírculo tras la zareba, con sus flancos apoyados en el Nilo y protegidos por los cañoneros fluviales. Los mahdistas atacaron frontalmente a las líneas británicas de dicho semicírculo, pero fueron rechazadas sangrientamente a 450 metros de la zareba, donde se amontonaban los muertos y heridos, fruto del fuego de artillería, ametralladoras y fusilería, siendo que las fuerzas de los derviches, dotadas de anticuadas armas de fuego y de algunas lanzas que arrojaban sobre las líneas británicas, eran repelidas con gravísimas bajas por el devastador fuego de las ametralladoras usadas por los europeos. De hecho las primeras avanzadas derviches fueron casi exterminadas en tanto sus muy antiguos fusiles (algunos inclusive de avancarga) no tenían opción alguna de oponerse ante el más moderno armamento de los europeos, que permitía a éstos disparar ráfagas de balas con una velocidad y cadencia imposible de resistir por los mahdistas. El máximo avance derviche sólo llegó a 50 metros de la línea de defensa de los británicos.
Los británicos enviaron a continuación a la caballería del 21º Regimiento de Lanceros sobre la desorganizada ala derecha derviche para interceptarles el camino a la ciudad. A cierta distancia localizaron a fuerzas enemigas en el lecho seco de un río y se lanzaron contra ellas sin percatarse de que había una gran horda derviche oculta en la depresión del terreno. En dos minutos los británicos lograron ponerlos en fuga con gran coste en oficiales, soldados y caballos, perdiendo la cuarta parte del 21° Regimiento.
Por su parte, Kitchener dio orden a sus tropas de marchar prontamente hacia Omdurmán sin asegurarse de la derrota enemiga y sufrió el ataque de los mahdistas  sobre su expuesta retaguardia y flanco derecho, dejando casi desprotegidos sus materiales y suministros. Por suerte para él, la retaguardia contuvo el ataque con sus ráfagas de ametralladora mientras la vanguardia formaba para hacer frente a otra masa de 20.000 derviches mahdistas, que fueron nuevamente derrotados con severas bajas. Las tropas de retaguardia salvaron al grueso del ejército británico de un terrible combate cuerpo a cuerpo que habría producido gravísimas pérdidas y quizás la derrota de Kitchener. No obstante, la superioridad numérica de los partidarios del Mahdi no pudo contra fuerzas dotadas de artillería y armas de tiro rápido, como las ametralladoras. A las 11 horas los mahdistas emprendieron la retirada y abandonaron todas sus posiciones, dejando atrás Omdurmán y Jartum.

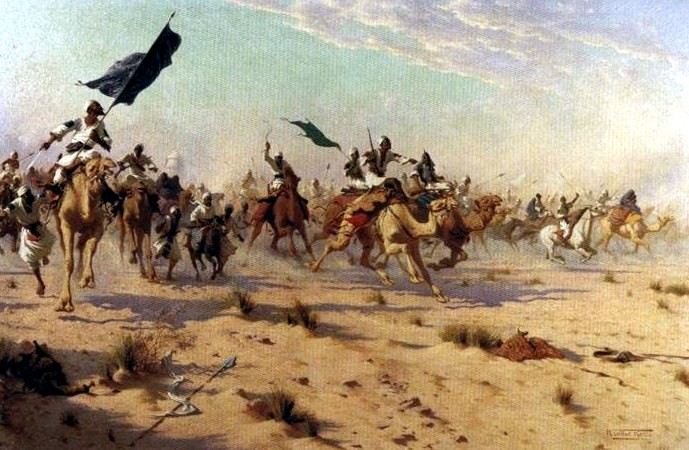
Cuadro de Robert George Talbot Kelly.

## Consecuencias
El emir Abdullah al Taashi huyó con algunas tropas leales y sobrevivió hasta 1899, cuando murió en la Batalla de Umm Diwaykarat, lo cual puso fin al Estado mahdista. Kitchener tendría que hacer frente ese mismo año al «Incidente de Fachoda», en el que quedaría asentado el poderío británico en la región al sur de Egipto y norte de Abisinia, siendo posteriormente recompensado con el título de Barón de Jartum y enviado a la India británica.
La batalla de Omdurmán fue la primera acción de envergadura en la que tomó parte Winston Churchill (antes había servido como observador extranjero durante la guerra de Cuba). Al igual que el propio Kitchener y muchos de los británicos que participaron en la batalla, Churchill pondría en práctica lo aprendido durante la rebelión mahdista en la futura Guerra de los Bóeres en Sudáfrica, cuando alcanzó notoriedad por primera vez.